# Hadramaut (Antike)

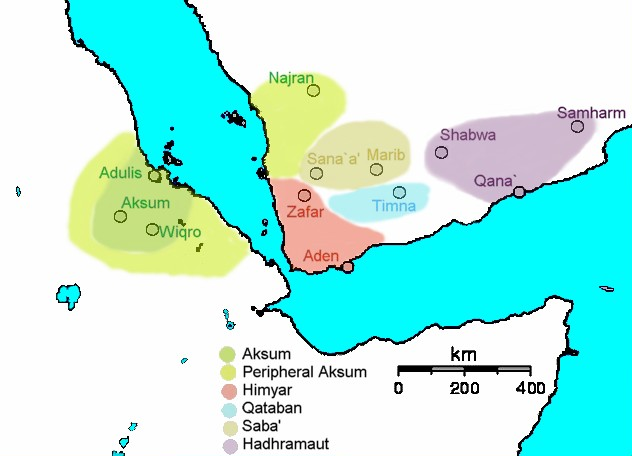
Hadramaut in Südarabien, 3. Jh. (violett)

Hadramaut (altsüdarabisch: hadramitisch ḥḍrmt, minäisch, qatabanisch und sabäisch auch ḥḍrmwt; Adjektiv hadramautisch oder hadramitisch) war ein altsüdarabisches Königreich im heutigen Jemen.
Die Quellenlage zu Hadramaut ist schlechter als die der meisten anderen altsüdarabischen Staaten.

## Geschichte
Über die Entstehung des Staats ist nichts bekannt. Im 7. Jahrhundert v. Chr. ging es von der Vorherrschaft von Ausan zur sabäischen Hegemonie über, von der sich Hadramaut erst Ende des 5. Jahrhunderts v. Chr. im Bündnis mit Qataban und Ma'in befreien konnte. Hauptstadt des Landes war Schabwat, in der Frühzeit möglicherweise Maifa'at. In der Frühzeit bestanden besonders enge Beziehungen zu Ma'in, mit dem es im 4. Jahrhundert v. Chr. sogar durch eine Personalunion verbunden war. Über die folgende Zeit ist wenig bekannt; im 3. und 2. Jahrhundert befand es sich, seit es von Yada'ib Dhubyan Yuhan'im besiegt worden war, unter der Vorherrschaft Qatabans. Wie und wann es wieder die Unabhängigkeit erlangte, ist unklar; es liegt jedenfalls nahe, dass dies gemeinsam mit dem Aufstieg Himyars und dem Ende von Ma'in um 100 v. Chr. geschah.
Mit der Kontrolle von Dhofar durch die Hafenstadt Khor Rori (Sumhuram) beherrschte das Reich seit dem 5. Jahrhundert v. Chr. die Herkunftsgebiete des Weihrauchs und die Ausgangspunkte der Weihrauchstraße. Da Hadramaut mit Qana auch einen wichtigen Hafen an der jemenitischen Südküste kontrollierte, hatte das Land auch Anteil am Seehandel Südarabiens.
Seinen Höhepunkt erreichte das Reich im 2. Jahrhundert, als ihm um 150 n. Chr. die Zerstörung von Timna und die Eroberung von Qataban gelangen. Trotz diesem Erfolg konnte es sich aber nicht des starken Machtzuwachses der westlichen Nachbarn Saba und Himyar erwehren. So eroberte Saba in der zweiten Hälfte des 3. Jahrhunderts den Hadramaut und zerstörte Schabwat. Zwar erlangte das Land kurz danach zeitweise wieder die Unabhängigkeit, doch wurde das Reich durch die Einfälle der Kinda-Beduinen geschwächt. Mit der Eroberung Hadramauts durch das sabäo-himyarische Reich um 340 erlosch das Reich endgültig.

## Die Könige von Hadramaut
Diese Liste folgt im Wesentlichen den Untersuchungen von Kenneth A. Kitchen. Die Reihenfolge der Herrscher und deren Datierung ist teilweise sehr unsicher. Die Regierungszeiten sind nur angegeben, wenn sie durch Quellen gesichert sind.
| Name                        | Regierungszeit                | Anmerkungen                                                                | Quellen                                                                                        |
| --------------------------- | ----------------------------- | -------------------------------------------------------------------------- | ---------------------------------------------------------------------------------------------- |
| Yada'il                     | um 685 v. Chr.                |                                                                            | Wird im Tatenbericht des sabäischen Mukarribs Karib’il Watar I. erwähnt.                       |
| Lücke in Überlieferung      |                               |                                                                            |                                                                                                |
| Schahr 'Alhan               | um 350 v. Chr.                | Sohn eines Sumhuyafa                                                       | Wird nur von seinem Neffen Ilsama' Dhubyan erwähnt.                                            |
| Yada'il Bayyin I.           |                               | Sohn des Sumhuyafa                                                         | zwei Inschriften                                                                               |
| Ilsama' Dhubyan             |                               | Neffe von Shahr 'Alhan                                                     | eine Inschrift                                                                                 |
| Yitha'il                    |                               |                                                                            | zwei private Inschriften                                                                       |
| Lücke in Überlieferung      |                               |                                                                            |                                                                                                |
| Yada'ib Ghailan             |                               |                                                                            | von Yada'ib Dhubyan Yuhan'im von Qataban besiegt                                               |
| Teil von Qataban,           |                               |                                                                            |                                                                                                |
| Lücke in Überlieferung      | ca. 180 v. Chr. – 50 n. Chr.  |                                                                            |                                                                                                |
| Il'azz Yalit I.             | um 30 n. Chr.                 | Er oder Il'azz Yalit II. erscheint als Eleazos im Periplus Maris Erythraei |                                                                                                |
| Yada'il I.                  |                               |                                                                            | Wird von Karib'il Bayyin III. von Saba genannt.                                                |
| Yashhur'il Yuhar'ish        |                               |                                                                            | In drei privaten Inschriften                                                                   |
| ?                           |                               |                                                                            |                                                                                                |
| Yadi'ab Ghailan I.,         |                               |                                                                            |                                                                                                |
| Yada'il Bayyin II.          | um 140/41 n. Chr.             | Sohn von Yada’ab Gailan I.                                                 | Eine königliche Inschrift aus Schabwat.                                                        |
| zwei unbekannte Herrscher ? |                               |                                                                            |                                                                                                |
| Yadiʿ'ab Ghailan II.        | um 190 n. Chr.                | Verbündeter des ’Alhan Nahfan von Saba                                     | Eine königliche Inschrift.                                                                     |
| Yada'il II.                 |                               | Sohn von Yada'ab Gailan II.                                                |                                                                                                |
| Il'azz Yalit II.            | um 213/4 bis etwa 225 n. Chr. | Sohn des 'Ammdhachar                                                       | Eine königliche Inschrift, verschiedene private Inschriften. Empfing eine indische Delegation. |
| unbekannte Herrscher        |                               |                                                                            |                                                                                                |
| Yada'il Bayyin III.         |                               | Sohn des Ra'ab'il                                                          | Eine königliche Inschrift                                                                      |
| unbekannte Herrscher        |                               |                                                                            |                                                                                                |
| Yada'il Bayyin IV.          | ca. 250 n. Chr.               |                                                                            | Drei königliche Inschriften, private Inschriften.                                              |
| Yadiʿ'ab Bayyin III.        |                               | Bruder des Yada'il Bayyin IV.                                              | Private Inschrift.                                                                             |
| Ilrayum Yadum               |                               | Sohn des Yada'il Bayyin IV.                                                | Eine königliche und private Inschriften.                                                       |
| Yadiʿ'ab Ghailan III.       | Sohn des Yadaʿ'il Bayyin IV.  | Eine königliche und private Inschriften.                                   |                                                                                                |
| Scharah'il                  | ca. 285–290                   |                                                                            |                                                                                                |
| Rabbschams III.             | ca. 285–290                   |                                                                            |                                                                                                |